# Pallacanestro alla XXII Universiade - Torneo femminile
Il Torneo di pallacanestro maschile della XXII Universiade si è svolto a Taegu, Corea del Sud, nel 2003.

## Classifica
| -       | Paese  | Formazione |
| ------- | ------ | --- |
| Oro     | Cina   | Luyun · Nan · Lijie · Wei · Xiaoyun · Feifei · Ling · Jianhua · Bo · Li · Fan · Lin · Xiaoni                                        |
| Argento | Italia | Cardinale · Ciampoli · Dačić · Franchini · Giauro · Macchi · Masciadri · Modica · Paterna · Ramon · Zara · Zimerle                  |
| Bronzo  | Russia | Baranenko · Dovidovič · Grišina · Gvodzeva · Konnova · Koroleva · Lapteva · Malevanaja · Melent'eva · Mironova · Missarova · Vežova |